# 农嫩霍恩
农嫩霍恩是德国巴伐利亚州的一个市镇。总面积1.97平方公里，总人口1669人，其中男性784人，女性885人（2011年12月31日），人口密度847人/平方公里。